# Stenalcidia junctilinea
Stenalcidia junctilinea là một loài bướm đêm trong họ Geometridae.